# Massoutiera mzabi
Massoutiera mzabi é uma espécie de roedor da família Ctenodactylidae. É a única espécie do gênero Massoutiera.
Pode ser encontrado no Mali, Argélia, Chade, Níger e possivelmente na Líbia.